# Microphaea orientalis
Microphaea orientalis är en fjärilsart som beskrevs av George Francis Hampson 1918. Microphaea orientalis ingår i släktet Microphaea och familjen nattflyn. Inga underarter finns listade i Catalogue of Life.